# Literatura pós-moderna
A literatura pós-moderna é uma forma de literatura que se caracteriza pelo uso de metaficção, narração não confiável, autorreferência, intertextualidade, e que muitas vezes tematiza questões históricas e políticas. Este estilo de literatura experimental surgiu fortemente nos Estados Unidos na década de 1960 através dos escritos de autores como Kurt Vonnegut, Thomas Pynchon, William Gaddis, Philip K. Dick, Kathy Acker e John Barth. Os pós-modernistas desafiam frequentemente as autoridades, o que tem sido visto como um sintoma do fato de este estilo de literatura ter surgido pela primeira vez no contexto das tendências políticas na década de 1960. Esta inspiração é vista, entre outras coisas, através da forma como a literatura pós-moderna é altamente autorreflexiva sobre as questões políticas de que trata.
Os precursores da literatura pós-moderna incluem Dom Quixote de Miguel de Cervantes (1605–1615), Tristram Shandy de Laurence Sterne (1760-1767), Sartor Resartus de Thomas Carlyle (1833-1834) e On the Road (1957) de Jack Kerouac, mas a literatura pós-moderna foi particularmente proeminente nas décadas de 1960 e 1970. No século XXI, a literatura americana ainda apresenta uma forte corrente de escrita pós-moderna, como A Heartbreaking Work of Staggering Genius (2000), do pós-irônico Dave Eggers, e A Visit from the Goon Squad (2011), de Jennifer Egan. Essas obras também desenvolvem ainda mais a forma pós-moderna.
Às vezes, o termo "pós-modernismo" é usado para discutir muitas coisas diferentes, desde arquitetura até teoria histórica, filosofia e cinema. Devido a este fato, várias pessoas distinguem entre várias formas de pós-modernismo e, portanto, sugerem que existem três formas de pós-modernismo: (1) a pós-modernidade é entendida como um período histórico desde meados da década de 1960 até ao presente, que é diferente do (2) pós-modernismo teórico, que engloba as teorias desenvolvidas por pensadores como Roland Barthes, Jacques Derrida, Michel Foucault e outros. A terceira categoria é o “pós-modernismo cultural”, que inclui cinema, literatura, artes visuais, etc., que apresentam elementos pós-modernos. A literatura pós-moderna é, neste sentido, parte do pós-modernismo cultural.

## Contexto

### Influências notáveis
Os dramaturgos do final do século XIX e início do século XX cujo trabalho influenciou a estética do pós-modernismo incluem August Strindberg, Luigi Pirandello e Bertolt Brecht. Outro precursor do pós-modernismo foi o dadaísmo, que desafiou a autoridade do artista e destacou elementos de acaso, capricho, paródia e ironia. Tristan Tzara afirmou em "Como Fazer um Poema Dadaísta" que, para criar um poema dadaísta, bastava colocar palavras aleatórias em um chapéu e retirá-las uma por uma. Outra forma pela qual o dadaísmo influenciou a literatura pós-moderna foi no desenvolvimento da colagem, especificamente usando elementos de propaganda ou ilustrações de romances populares (as de Max Ernst, por exemplo). Artistas associados ao surrealismo, que se desenvolveu a partir do dadaísmo, continuaram as experimentações com o acaso e a paródia enquanto celebravam o fluxo da mente subconsciente. André Breton, o fundador do surrealismo, sugeriu que o automatismo e a descrição dos sonhos deveriam desempenhar um papel maior na criação da literatura. Ele usou o automatismo para criar seu romance Nadja e usou fotografias para substituir a descrição como uma paródia dos romancistas excessivamente descritivos que ele frequentemente criticava. As experiências do surrealista René Magritte com significação são usadas como exemplos por Jacques Derrida e Michel Foucault. Foucault também usa exemplos de Jorge Luis Borges, uma importante influência direta em muitos escritores de ficção pós-modernistas. Ele é ocasionalmente listado como pós-modernista, embora tenha começado a escrever na década de 1920. A influência de suas experiências com metaficção e realismo mágico não foi plenamente percebida no mundo anglo-americano até o período pós-moderno. Em última análise, esta é vista como a mais alta estratificação de crítica entre os estudiosos.
Outros romances do início do século XX, como Impressions d'Afrique (1910) e Locus Solus (1914) de Raymond Roussel, e Hebdomeros (1929) de Giorgio de Chirico também foram identificados como importantes "precursores pós-modernos".